# Operazione Five
Operazione Five è stato un varietà televisivo trasmesso durante l'estate su Canale 5 dall'11 giugno al 17 settembre 2000.
Si trattava di un collage di spezzoni di varietà andati in onda in venti anni di storia dell'emittente.
Il "Five" citato nel titolo è il pupazzo della rete, scomparso nel 1985, che torna qui facendo parte della sigla.